# Marco Peduceo Estloga Priscino
Marco Peduceo Estloga Priscino (en latín: Marcus Peducaeus Stloga Priscinus) fue un senador romano del siglo II, que desarrolló su carrera política bajo los imperios de Adriano y Antonino Pío. Era hijo de Marco Peduceo Priscino, consul ordinarius en 110, bajo Trajano.

## Carrera política
Su único cargo conocido fue el de consul ordinarius en 141, bajo Antonino Pío.

## Descendencia adoptiva
Carente de hijos propios, adoptó a Marco Peduceo Plaucio Quintilo, hijo de Plaucio Quintilo, consul ordinarius en 159 bajo Antonino Pío, y de Ceyonia Fabia, hija de Lucio Elio Vero, fallido sucesor de Adriano, y, que a su vez, contrajo matrimonio con Aurelia Fadila, hija del emperador Marco Aurelio, lo que le valió ser designado consul ordinarius en 177 y un segundo consulado bajo su cuñado Cómodo.